# Neofelis diardi borneensis
Neofelis diardi borneensis (англ. Bornean clouded leopard) — підвид борнейського димчастого леопарда (пантери борнейської). Ендемік острова Калімантан, відрізняється від іншого підвиду Neofelis diardi diardi формою та інтенсивністю плям, а також будовою нижньої щелепи та зубною формулою. У 2017 році Цільова група класифікації кішок Cat Specialist Group визнала валідність цього підвиду.

## Розповсюдження й місця проживання
На Калімантані він був помічений у Sabangau National Park.
На півночі штату Саравак був відмічений в змішаному диптерокарповому лісі за межами території, що охороняється на висоті від 1000 до 1215 м.
У Сабаху він був зареєстрований в заповіднику Данумської долини, заповідниках Улу-Сегама, Малуа і Кабілі-Сепілок, заповіднику дикої природи Табіна та заповіднику дикої природи Нижнього Кінабатангану.

## Екологія
Завдяки використанню фото/відеокамер-пасток вдалося з'ясувати, що представники підвиду ведуть в основному нічний спосіб життя. Самка з радіоошийником обійшла свою територію площею 23 км² за 109 днів.